# 小行星24649
小行星24649（24649 Balaklava）是一颗绕太阳运转的小行星，为主小行星带小行星。该小行星于1985年9月19日发现。

## 轨道参数
小行星24649的轨道半长轴为3.1795120 UA，离心率为0.245。